# Vibrato
Vibrato (wł. vibrato ‘drżąco’), wibracja – termin muzyczny, określający regularne, pulsujące, niewielkie zmiany wysokości dźwięku (do około pół tonu, choć najczęściej znacznie mniej). 
Vibrato charakteryzują dwa podstawowe parametry: częstość oraz zakres zmian wysokości dźwięku. Używane jest w celach ekspresyjnych w grze na niektórych instrumentach oraz w śpiewie. Uzyskuje się je np. poprzez chwiejne poruszanie lewą dłonią w grze na instrumentach strunowych z gryfem, zmiany ciśnienia wydmuchiwanego powietrza (np. na flecie), poruszanie suwakiem (na puzonie) albo zmiany siły nacisku warg na ustnik czy stroik w grze na niektórych instrumentach dętych, a także za pomocą zmian naprężenia mięśni, uczestniczących w generowaniu głosu w śpiewie (przepona, struny głosowe). Nie na wszystkich instrumentach możliwe jest uzyskanie vibrato (np. na fortepianie, organach piszczałkowych bez tremulanta, stosowanego w niektórych instrumentach dopiero od XVI w., czy na instrumentach perkusyjnych - oprócz wibrafonu).
Vibrato do pierwszej połowy XX w. używane było w muzyce solowej głównie jako sporadyczny ozdobnik (podobnie jak np. tryl), zwłaszcza na dłuższych nutach czy na końcu frazy. Wobec powszechnego dawniej zwyczaju gry non vibrato, w partyturach zaznaczano dźwięki czy fragmenty utworu, które należało wykonać vibrato, np. słownie czy za pomocą falującej linii. Można jednak z dużą dozą pewności sądzić, że było stosowane częściej, gdyż wykonawca miał wówczas dużą swobodę we wprowadzaniu improwizowanych ozdobników i w interpretacji wykonywanego utworu, choć odbywało się to zgodnie z panującą wówczas konwencją. Nadużywanie vibrato (podobnie jak innych ozdobników) było przez krytyków i teoretyków potępiane. 
W muzyce zespołowej vibrato raczej nie było stosowane, gdyż uniemożliwia uzyskanie czystego, klarownego dźwięku, zwłaszcza przez śpiewaków  czy instrumenty wykonujące unisono jeden głos (różna częstotliwość i amplituda wibracji poszczególnych instrumentów powoduje równoczesne brzmienie dźwięków o różnej, choć zbliżonej wysokości) oraz idealne zestrojenie akordów, co też zmienia wolumen i brzmienie całego zespołu (zamiast wzmacniających wolumen interferencji nakładających się dźwięków i ich składowych harmonicznych oraz powstawania tonów kombinacyjnych w czysto wykonywanych współbrzmieniach, powstają dudnienia).
Aktualnie vibrato w grze na instrumentach smyczkowych i niektórych dętych oraz w śpiewie najczęściej używane jest permanentnie jako podstawowy sposób generowania dźwięku w wykonywaniu muzyki wszystkich epok, nie tylko utworów powstałych w XX wieku. Stąd zastosowanie vibrato jest przedmiotem wielu kontrowersji pomiędzy zwolennikami wykonawstwa muzyki minionych epok, zgodnego z panującą wówczas estetyką i praktykami wykonawczymi, a kontynuatorami tradycji "wibrującego" wykonawstwa XX-wiecznego, których argumentem jest większa w ich rozumieniu ekspresyjność dźwięku. Zwolennicy gry non vibrato, oprócz argumentów historycznych oraz wynikających z akustycznych właściwości dźwięku, prezentują też inne sposoby ekspresyjnego kształtowania pojedynczego dźwięku za pomocą niuansów dynamicznych w jego obrębie, a także różnicowanie ekspresyjne utworów za pomocą licznych, zapomnianych dziś sposobów artykulacji, odkrywanych na nowo na podstawie źródeł historycznych.
W muzyce XX- i XXI-wiecznej – wobec powszechnego zwyczaju gry vibrato – non vibrato jest zaznaczane w partyturze (np. w kwartetach smyczkowych Béli Bartóka). Wprowadza się również zróżnicowanie wymiaru czasowego, wysokościowego i amplitudy vibrato, oznaczając na ogół poszczególne rodzaje vibrato za pomocą różnych linii falistych, umieszczanych ponad zapisem nutowym (np. w niektórych kompozycjach Krzysztofa Pendereckiego i Witolda Szalonka).